# Sveti Petar
Sveti Petar este o arie protejată (sit de importanță comunitară — SCI) din Croația întinsă pe o suprafață de 6,45 ha, din care 97 % marine.

## Localizare
Centrul sitului Sveti Petar este situat la coordonatele 43°17′35″N 17°00′43″E / 43.293°N 17.012°E.

## Înființare
Situl Sveti Petar a fost declarat sit de importanță comunitară în iulie 2013 pentru a proteja un număr necunoscut de specii din flora spontană și fauna sălbatică aflate în arealul zonei.

## Biodiversitate
Situată în ecoregiunile marină mediteraneană și mediteraneană, aria protejată conține 3 habitate naturale: Recifuri, Pante stâncoase calcaroase cu vegetație casmofită, Faleze cu vegetație de Limonium spp. endemic de pe coastele mediteraneene.
La baza desemnării sitului se află un număr nedeclarat de specii protejate.